# Head over Heels (Tears for Fears-dal)
A Head over Heels a Tears for Fears brit együttes kislemeze második albumukról, a Songs from the Big Chairről (1985). A dalt a Mercury Records kiadón keresztül jelentették meg az album negyedik kislemezeként, nyolcadik daluk lett, amely elérte a brit kislemezlista első negyven helyét, 12. lett. Az Egyesült Államokban az album harmadik kislemeze volt, és korábbi dalaikhoz hasonlóan sláger lett, harmadik volt a Billboard Hot 100-on.

## B-oldal
A When in Love with a Blind Man rövid dal, amely a kislemez B-oldala volt. A számon Curt Smith basszusgitáros énekelt, és sakuhacsi fuvolára épült.

## Videóklip
A dal videóklipje 1985 májusában és júniusában volt forgatva, a Tears for Fears negyedik klipje volt, amelyet Nigel Dick rendezett. Témáját tekintve sokkal könnyedebb volt az együttes egyéb dalaihoz képest, a központjában Roland Orzabal áll, ahogy megpróbálja felkelteni egy könyvtáros érdeklődését, miközben más karakterek össze-vissza játszadoznak a háttérben. A videó végén Orzabal és a könyvtáros egy idős párként vannak feltüntetve. A Emmanuel Főiskola könyvtárában forgattak, Torontóban.

## Számlista
7": Mercury / IDEA10
1. Head over Heels (remix) – 4:14
2. When in Love with a Blind Man – 2:22

12": Mercury / IDEA1012
1. Broken/Head over Heels/Broken (Preacher Mix) – 7:53
2. Head over Heels (remix) – 4:14
3. When in Love with a Blind Man – 2:22

CDV: Mercury / 080 062-2
1. Head over Heels (remix) – 4:14
2. Sea Song – 3:52
3. The Working Hour – 6:27
4. Mothers Talk (U.S. remix) – 4:14
5. Head over Heels

## Közreműködők
- Roland Orzabal – éneklés, gitár, billentyűk
- Curt Smith – basszusgitár, háttérénekes
- Manny Elias – dobok
- Ian Stanley – billentyűk
- Andy David – zongora
- Marilyn Davis – háttérénekes
- Annie McCaig – háttérénekes
- Sandy McLelland – háttérénekes

## Slágerlisták
| Slágerlista (1985–1986)                         | Legmagasabb pozíció |
| ----------------------------------------------- | ------------------- |
| Ausztrália (Kent Music Report)                  | 21                  |
| Belgium (Ultratop 50 Flanders)                  | 18                  |
| Egyesült Királyság (UK Singles Chart)           | 12                  |
| Franciaország (IFOP)                            | 53                  |
| Hollandia (Dutch Top 40 Tipparade)              | 12                  |
| Hollandia (Single Top 100)                      | 29                  |
| Írország (IRMA)                                 | 5                   |
| Kanada (The Record)                             | 11                  |
| Kanada Top Singles (RPM)                        | 8                   |
| Németország (Media Control Charts)              | 55                  |
| US Billboard Adult Contemporary                 | 5                   |
| US Billboard Hot 100                            | 3                   |
| US Billboard Hot Dance Music/Maxi-Singles Sales | 49                  |
| US Billboard Top Rock Tracks                    | 7                   |
| US Cash Box                                     | 3                   |
| Új-Zéland (Recorded Music NZ)                   | 12                  |

| Slágerlista (1985)   | Pozíció |
| -------------------- | ------- |
| Kanada (RPM)         | 81      |
| US Billboard Hot 100 | 60      |
| US Cash Box          | 28      |

## Minősítések
| Régió                                                            | Minősítés | Eladott példányszám |
| ---------------------------------------------------------------- | --------- | ------------------- |
| Brazília (Pro-Música Brasil)                                     | arany     | 30 000‡             |
| Egyesült Királyság (BPI)                                         | ezüst     | 200 000‡            |
| Új-Zéland (RMNZ)                                                 | arany     | 10 000‡             |
| ‡ Eladási+streaming példányszámok kizárólag a minősítés alapján. |           |                     |

## Starset-feldolgozás
A Head over Heels a Starset amerikai rockegyüttes kislemeze, amely 2025. május 2-án jelent meg. Az eredeti dal feldolgozása, producere Joe Rickard. A dallal együtt egy videóklipet is kiadtak, amelyet Jeb Hardwick készített.
Az együttes az időszakban egyesével adta ki dalait a megszokott albumformátum helyett, így frontemberük, Dustin Bates úgy gondolta ez a megfelelő időpont egy feldolgozás kiadására, „sötétebbé” akarta tenni az egyébként pozitív hangvételű számot.

### Közreműködők
A Genius forrásai alapján.
- Dustin Bates – éneklés
- Joe Rickard – producer, keverés, hangmérnök
- Siobhán Cronin – hegedű
- Ron DeChant – háttérénekes
- Zuzana Engererova – cselló
- James Guttman – billentyűk
- Luke Holland – dobok
- Erik Jensen – gitár, basszusgitár
- Ted Jensen – maszterelés
- Cory Juba – háttérénekes
- Mark Kouznetsov – vonós hangszerek, zongora
- Brock Richards – háttérénekes